# Bomba (fútbol americano)

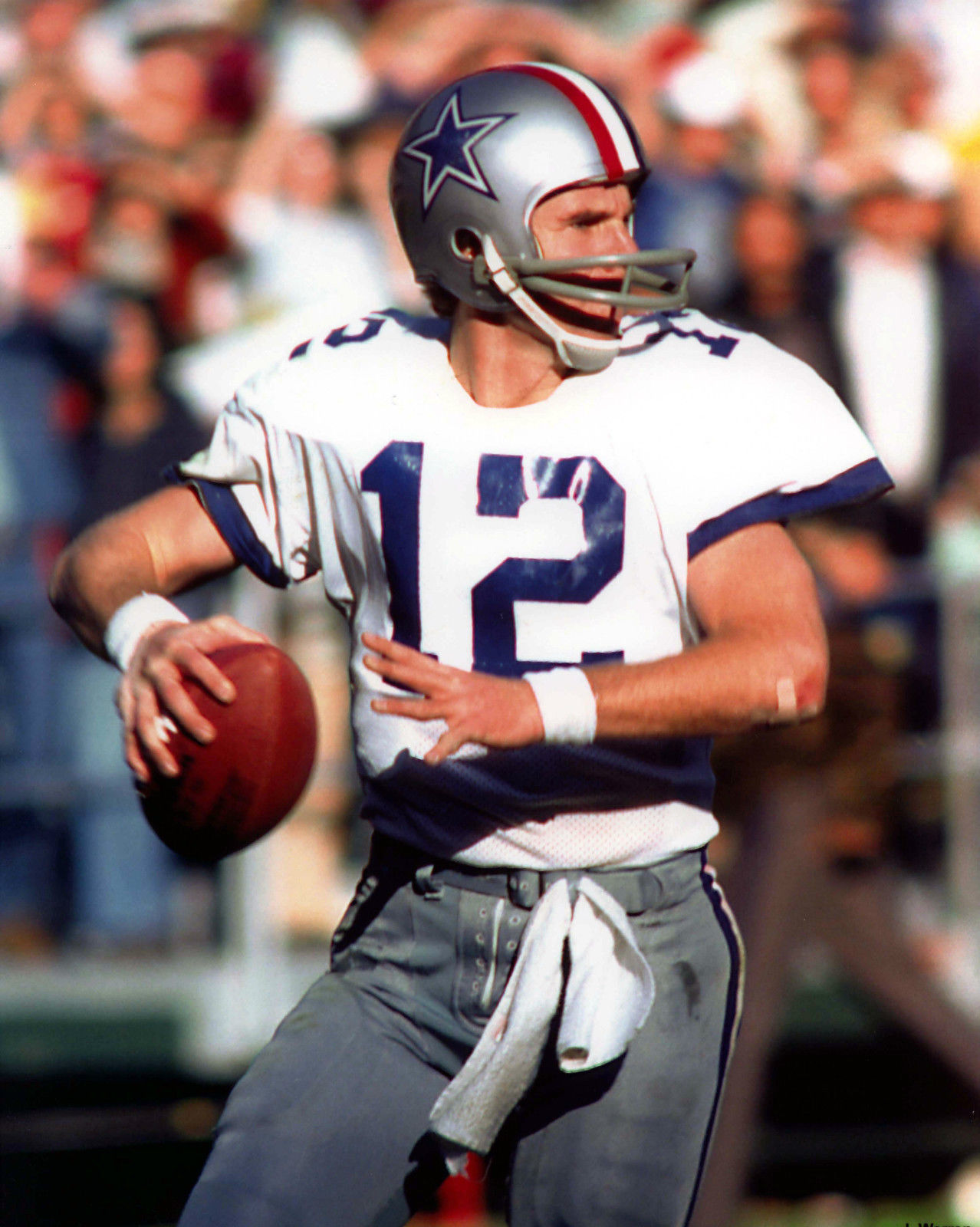
El ex QB de los Dallas Cowboys, Roger Staubach, luciendo el casco con rayas rojas, blancas y azules en conmemoración del Bicentenario de Estados Unidos.

El término Bomba es usado en el fútbol americano para referirse a un pase largo.

## Hail Mary
En México es conocido por su traducción literal "Ave María", y generalmente se le agregan las palabras "dame puntería".
Un Hail Mary es una forma de bomba, en la cual se usa la formación shotgun, la cual usualmente utiliza a cinco wide receivers. Todos los receptores corren patrones Fly (van a máxima velocidad hacia la zona de anotación casi sin cambiar de dirección). El quarterback lanza el balón hacia la zona de anotación, con la esperanza de que alguno de los receptores pueda atrapar el balón, aunque esto es altamente improbable, ya que el Hail Mary se usa en los últimos minutos de un juego cuando el equipo defensivo espera un pase largo. Aunque un Hail Mary es una forma de bomba, una bomba no siempre es un Hail Mary.